# Sugihan (Merakurak)
Sugihan is een bestuurslaag in het regentschap Tuban van de provincie Oost-Java, Indonesië. Sugihan telt 2500 inwoners (volkstelling 2010).